# کلارک
کلارک  یک نام خانوادگی‌ست. افراد شاخص با این نام از این قرارند:
- آرتور سی. کلارک
- باب کلارک
- بادی کلارک
- ارنست کلارک
- گوی کلارک
- هیلدا کلارک
- هلن کلارک
- جو کلارک
- گراهام کلارک
- کری کلارک
- فرانک کلارک (بازیکن فوتبال)
- مارک دبلیو. کلارک
- وسلی کلارک
- جوزف اس. کلارک
- امیلیا کلارک
- ادیت کلارک، مهندس برق. ابداع‌گر تبدیل کلارک